# John S. Spence
John Selby Spence (* 29. Februar 1788 bei Snow Hill, Worcester County, Maryland; † 24. Oktober 1840 bei Berlin, Maryland) war ein US-amerikanischer Politiker, der den Bundesstaat Maryland in beiden Kammern des Kongresses vertrat.
Nach dem Schulbesuch schlug John Spence eine Laufbahn als Arzt ein. Er machte 1809 seinen Abschluss an der medizinischen Fakultät der University of Pennsylvania und begann im Worcester County zu praktizieren. Er war auch schon früh auf Staatsebene politisch aktiv und gehörte sowohl dem Abgeordnetenhaus als auch dem Senat von Maryland an. 1882 wurde Spence erstmals ins US-Repräsentantenhaus in Washington gewählt. Er verblieb dort vom 4. März 1823 bis zum 3. März 1825. Am 4. März 1831 kehrte er als Mitglied der National Republican Party in den Kongress zurück, aus dem er wiederum nach zwei Jahren ausschied.
Nach dem Tod von US-Senator Robert Henry Goldsborough am 5. Oktober 1836 wurde Spence zu dessen Nachfolger gewählt. Er nahm sein Mandat ab dem 31. Dezember 1836 wahr und wurde bei der folgenden Wahl für eine weitere Legislaturperiode bestätigt, starb aber bereits im Jahr 1840 im Amt. Zwischenzeitlich war er den Whigs beigetreten.
Sein Neffe Thomas Ara Spence war von 1843 bis 1845 ebenfalls Abgeordneter im US-Repräsentantenhaus.